# Біба Андрій Андрійович
Андрій Андрійович Біба (10 серпня 1937, Київ, Українська РСР, СРСР) — український радянський футболіст, півзахисник. Заслужений майстер спорту СРСР (1967).

## Життєпис
Вихованець київської ФШМ. Виступав за «Динамо» (Київ) (1957—1967), «Дніпро» (Дніпропетровськ) (1968—1969), чернігівську «Десну» (1970). У вищій лізі чемпіонату СРСР провів 246 матчів, забив 69 голів. За збірну СРСР провів 1 матч — 4 липня 1965 року в домашньому матчі проти Бразилії (0:3). У 1962—1964 роках гравець олімпійської збірної СРСР провів 4 офіційні гри кваліфікації до Олімпіади-64.
У різні роки працював у тренерському штабі таких клубів, як київське «Динамо», «Таврія» (Симферополь), «Дніпро» (Дніпропетровськ). Тренував «Спартак» (Житомир), «Угольок» (Горлівка) (нині «Шахтар» (Горлівка)), «Поділля» Хмельницький, «Нафтовик» (Охтирка), «Хімік» (Житомир).
У наш час  працює тренером-селекціонером «Динамо», президент клубу «Шкіряний м'яч», разом з Володимиром Мунтяном керує громадською організацією «Ветерани футбольного клубу» Динамо «Київ».
Завдяки таланту Андрію Андрійовичу, як тренера-селекціонера, свого часу в динамівській команді грали: Віктор Колотов, Віталій Шевченко, Анатолій Дем'яненко, Леонід Буряк, Каха Каладзе, Валентин Белькевич, Олександр Хацкевич.

## Досягнення
- Чемпіон СРСР (3): 1961, 1966, 1967
- Володар Кубку СРСР (2): 1964, 1966
- срібний призер чемпіонатів(2): 1960, 1965
- Футболіст року в СРСР: 1966
- Найкращий футболіст України : 1966
- Нагороджений орденом «За заслуги» ІІІ (1999) і ІІ (2004) ступенів.[2][3]

## Цікаві факти
Забив перший гол радянських клубів в єврокубках (Кубок володарів кубків УЄФА) «Колрейн» (Північна Ірландія) — «Динамо» (Київ) — 1:6.